# Осиекский трамвай
О́сиекский трамва́й (хорв. Osječki tramvaj) — вместе с загребской одна из двух сохранившихся до сих пор трамвайных систем Хорватии.

## История
Электрический трамвай начал действовать в Осиеке 13 декабря 1926 года, после того как была электрифицирована конка, существовавшая в городе с 1884 года.
Трамвайное хозяйство города сильно пострадало во время войны в Хорватии: было разрушено трамвайное депо, были полностью уничтожены два моторных и один прицепной вагон, два других вагона были повреждены.
В декабре 2006 года трамвайная система была расширена, когда была открыта новая километровая линия, соединяющая вокзал в центре города и район Бусотко. В мае 2009 года произошло очередное изменение схемы маршрутов: теперь вместо трёх линий сеть стала состоять из двух, но за счёт ещё одного достроенного участка до Бикары общая протяжённость путей опять увеличилась.

## Маршруты
- 1: Зелено — Поле Вишневац — Зелено Поле
- 2: Бикара — Площадь Анте Старчевича — Бикара

## Туристический трамвай
В компании «GPP» можно заказать экскурсию по Осиеку на туристическом трамвае. В настоящее время ведутся переговоры с загребской «ZET» о покупке списанного ей старого трамвая завода «Đuro Đaković». Планируется, что после приобретения он будет переделан в трамвай-ресторан.

## Подвижной состав
В течение долгого времени подвижной состав состоял из 26 моторных вагонов Tatra T3YU (номера 6839—6848, 7211—7222, 8223—8226) и четырёх прицепных вагонов Tatra B3YU (номера 8201—8204). «Татры» поставлялись в Осиек заводом «ČKD» с 1968 года, при этом в Загреб были переданы ещё довольно новые двухосники, выпущенные заводом «Đuro Đaković» (номера 31—38), поставленные в Осиек в 1961 году.
В начале 1995 года уничтоженные во время войны трамваи были заменены бывшими в употреблении сочленёнными вагонами фирмы «DUEWAG», прибывшими из немецкого Маннгейма. В Осиеке эти трамваи получили номера 9527—9531.
В начале 2007 года в Чехии для Осиека было модернизировано 17 трамваев Tatra T3R, получивших номера 0601—0617. Они прибыли в Осиек в марте того же года.

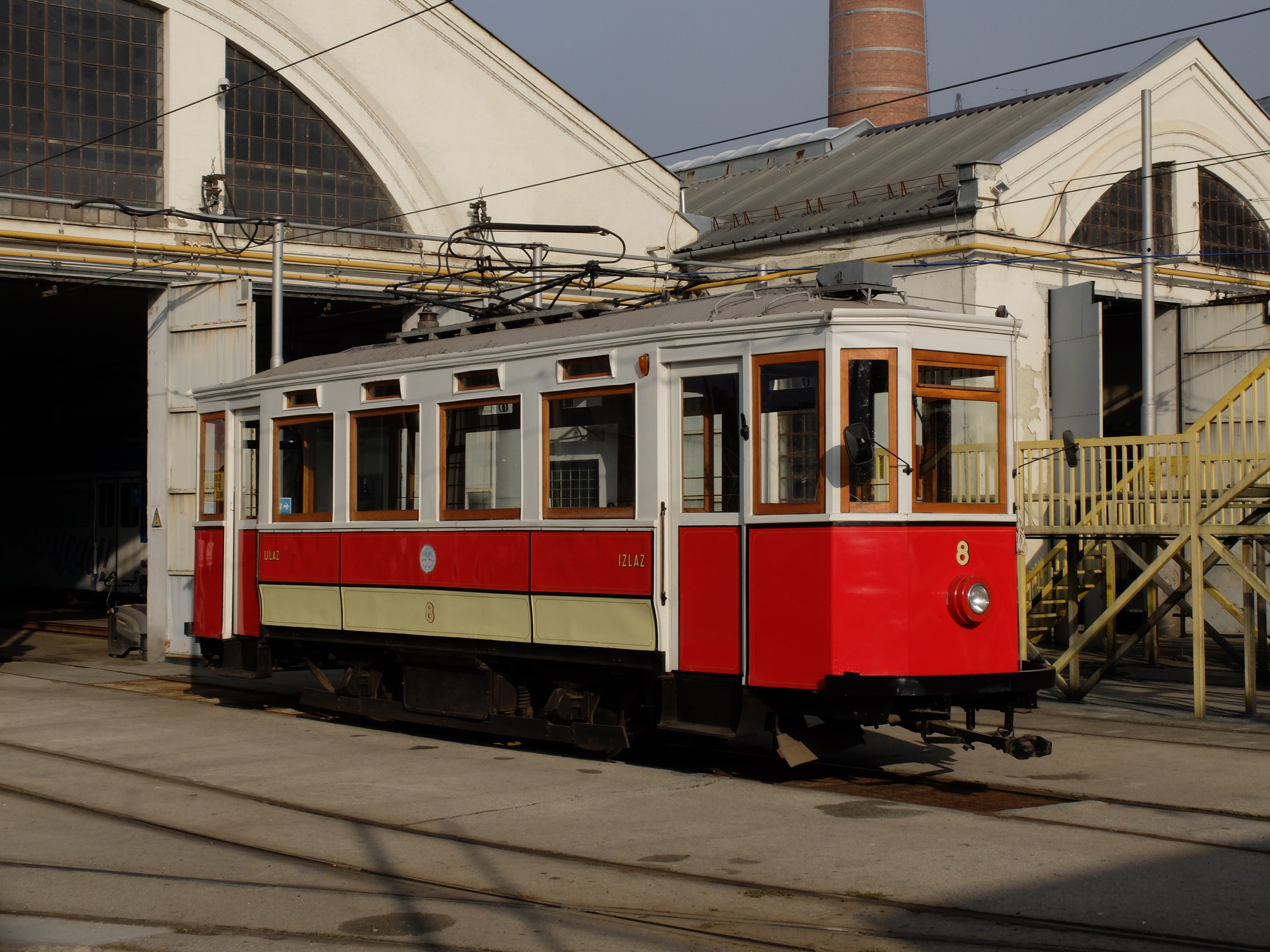
Номер 8
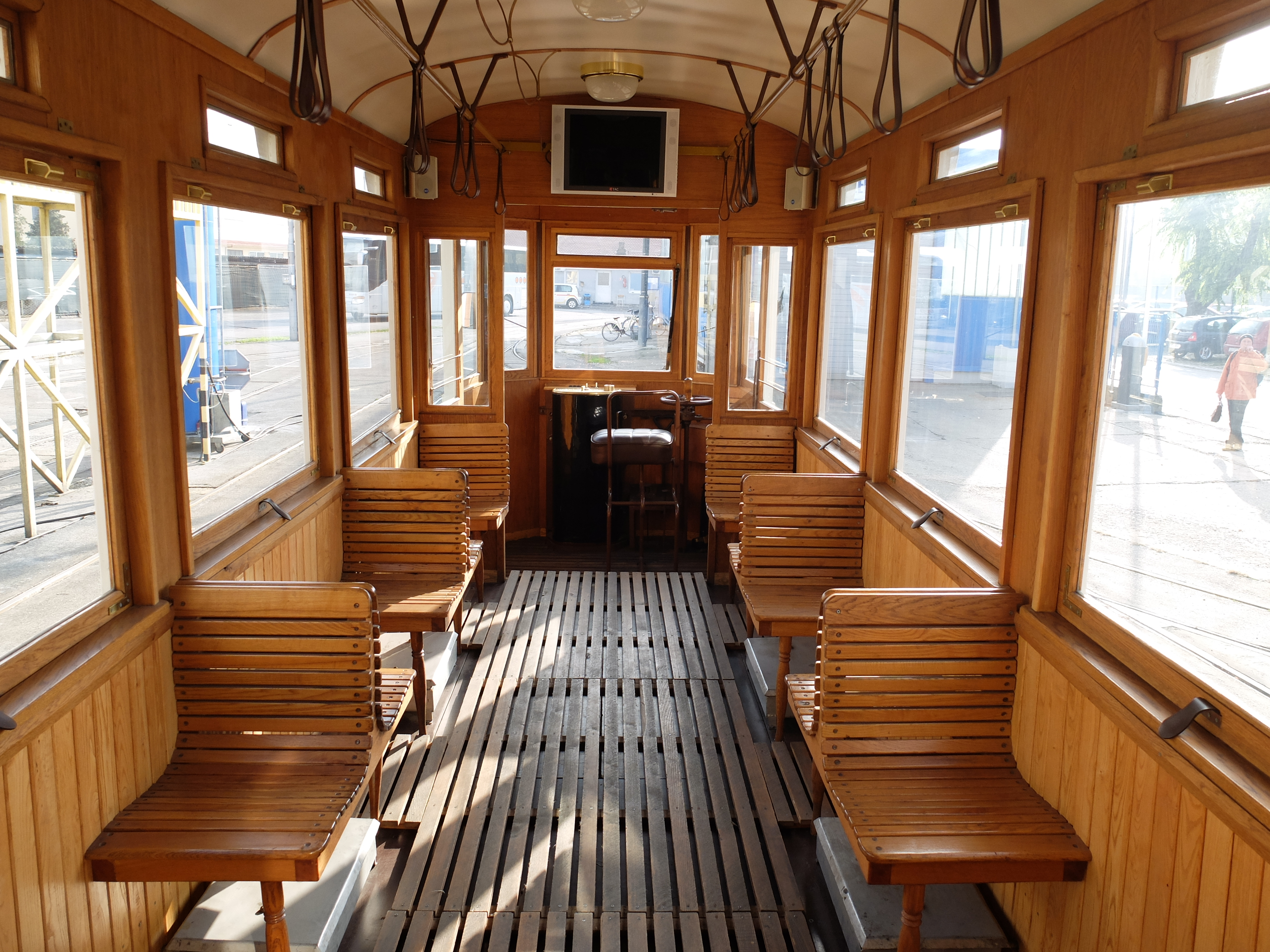
Номер 8 (интерьер)
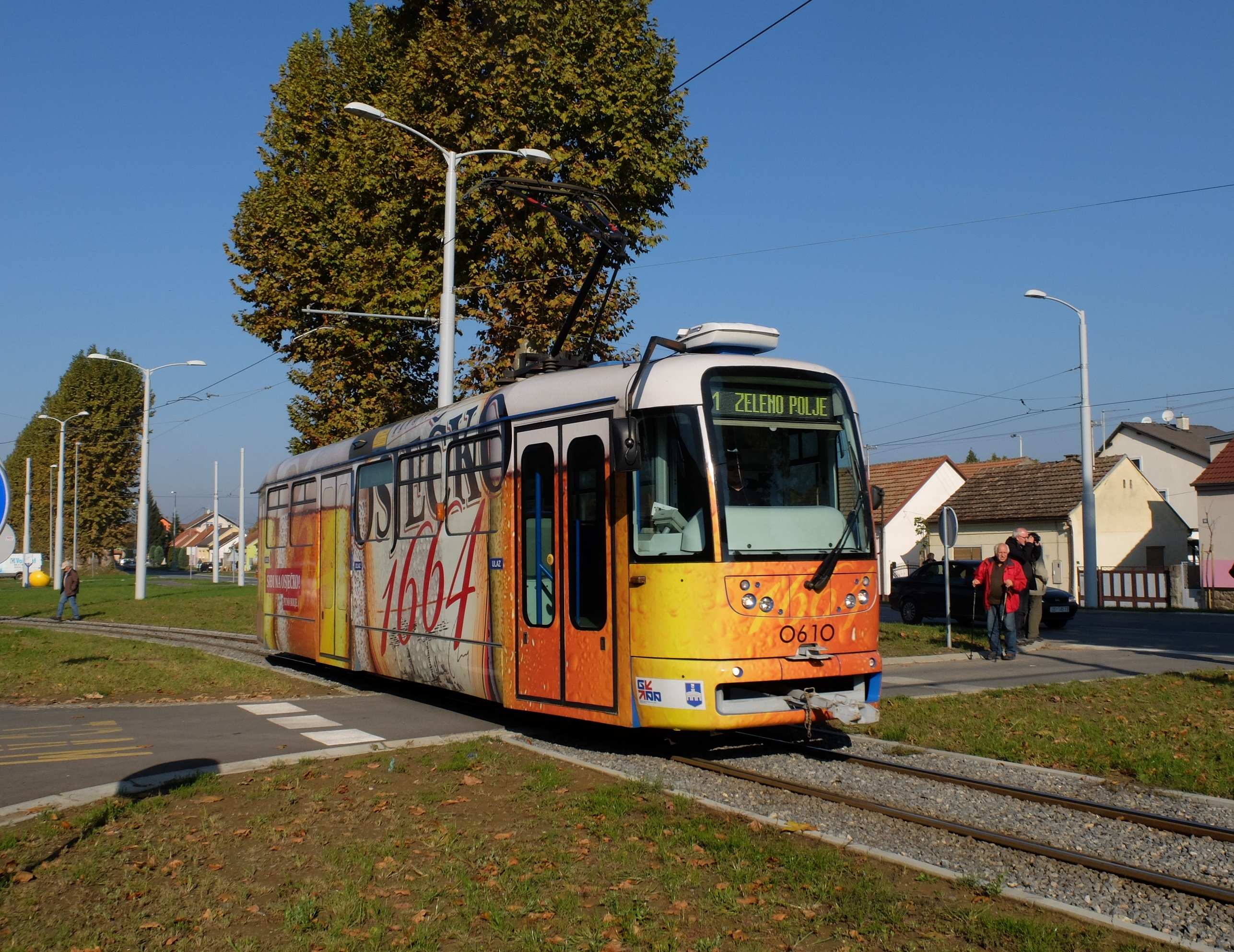
Номер 0610 (T3R.PV)
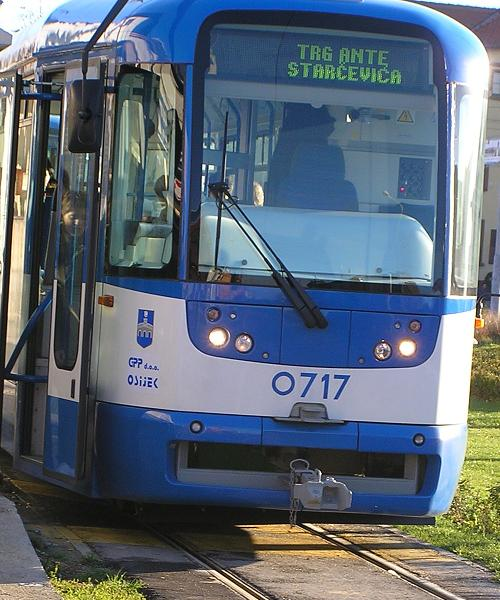
Модернизированный трамвай Tatra T3R
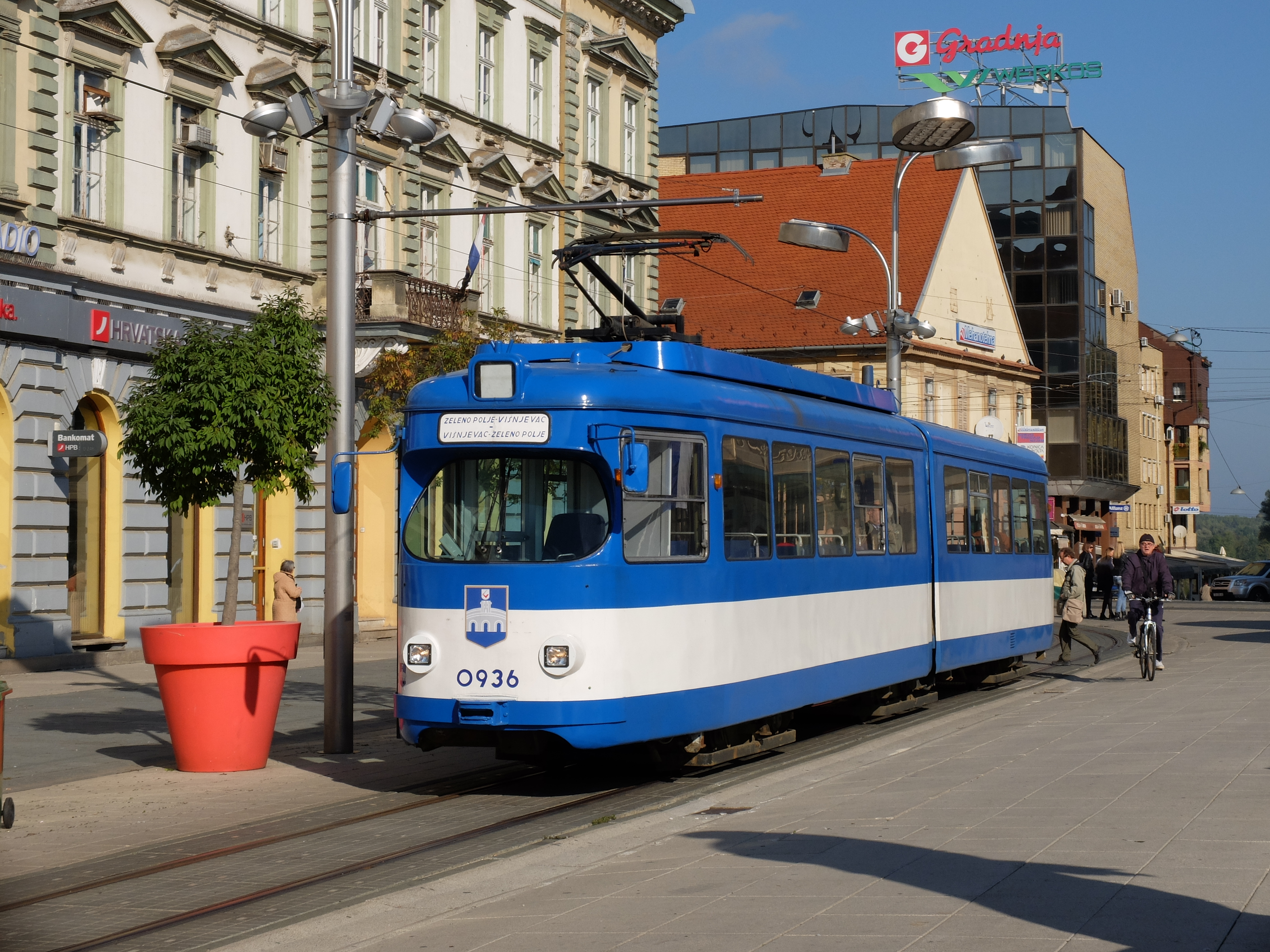
Номер 0926 (GT6)